# La targa
La targa è un racconto di Andrea Camilleri pubblicato il 30 giugno 2011 come allegato al Corriere della Sera.

## Trama
Al circolo "Fascio & Famiglia" di Vigata i camerati festeggiano l'entrata in guerra dell'Italia annunciata dal Duce il giorno prima, il 10 giugno del 1940. A turbare il gioioso clima di festa arriva un noto provocatore antifascista, Michele Ragusano che si è già fatto per le sue idee politiche cinque anni di confino a Lipari.
Questa volta Ragusano se la prende con il "fascistissimo" novantasettenne don Manuele Persico, squadrista della prima ora, dalla lunga barba bianca chiedendogli: «Il nome di Antonio Cannizzaro vi dice nenti?». Al che don Manuele si accascia fulminato da un infarto.
Per i camerati è come se il vecchio don Emanuele fosse stato ucciso da Ragusano che viene salvato a stento dal linciaggio dagli accorsi reali carabinieri. Ragusano questa volta, accusato di omicidio preterintenzionale, sarà condannato alla reclusione per quindici anni nel carcere di Ventotene.
Nel frattempo il consiglio comunale di Vigata delibera la celebrazione di funerali solenni per lo squadrista don Emanuele e la concessione di una pensione privilegiata per la giovane venticinquenne vedova del martire dell'idea fascista a cui inoltre sarà intitolata una via e affissa in suo onore una targa celebrativa.
Ma nella storia della vita di Manuele Prisco non tutto è chiaro come quando si scopre che nel 1862 il camerata era un "picciotto" liberato dai garibaldini dal carcere di Palermo dove era stato rinchiuso per aver preso a sassate un cannoniere dell'esercito borbonico. Lo stesso protagonista ha avuto poi dei misteriosi trascorsi a Marsiglia...
Insomma la targa andrà modificata di volta in volta per adeguarla alle scoperte sulla vita di don Manuele o addirittura lasciar perdere ogni glorificazione del presunto martire?

## Edizioni
- Andrea Camilleri, La targa, allegato Corriere della sera, Milano, 2011
- Andrea Camilleri, La targa, Rizzoli, Milano, 2015